# Community
Community es una serie de televisión de comedia estadounidense creada por Dan Harmon y emitida por NBC y Yahoo!, que trata sobre un grupo de estudiantes que asisten a un colegio universitario (community college) situado en la ciudad ficticia de Greendale, Colorado. La serie se caracteriza por utilizar humor meta (humor autorreferente) y por hacer continuas alusiones a la cultura popular, a menudo parodiando los clichés del cine y la televisión.
La serie, producida por Universal Media Studios y Sony Pictures Television, se estrenó el jueves 17 de septiembre de 2009.
Además, fue lanzada en Facebook, por tiempo limitado. Desde entonces estuvo disponible en los servicios de vídeo en línea de Amazon, PlayStation 3 y en Hulu.
El 10 de mayo de 2013, NBC renovó la serie por una quinta temporada formada por 13 episodios, con el regreso de Dan Harmon como productor ejecutivo después de una temporada de ausencia. Tras la emisión de la quinta temporada, la serie fue cancelada por NBC en mayo de 2014 aunque Yahoo! recogió el testigo y en julio anunció que produciría una sexta temporada, que se emitió a través del streaming de Yahoo! Screen desde el 17 de marzo de 2015 y viendo su episodio final el 2 de junio de 2015.

## Argumento

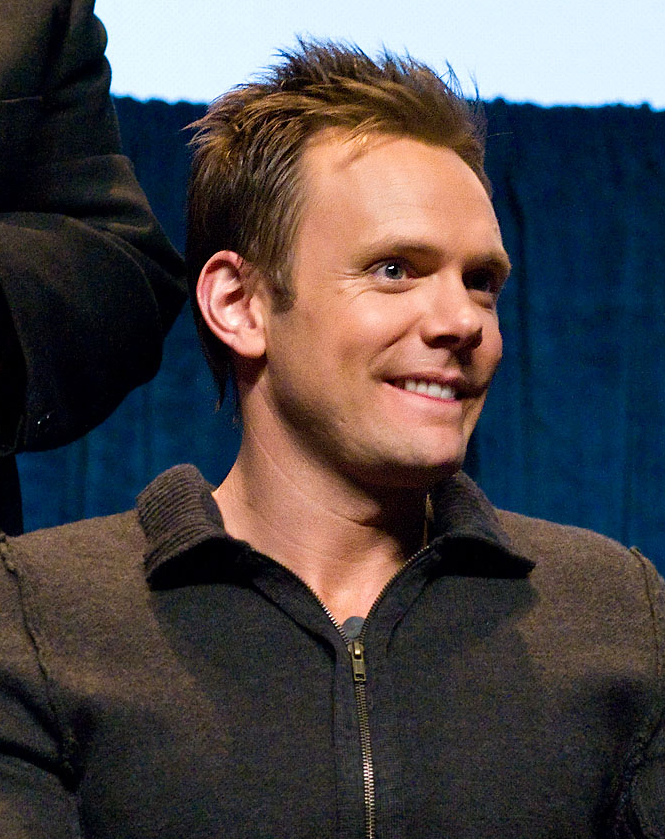
Joel McHale en un panel de la serie Community durante el PaleyFest de 2010.

La serie se centra en Jeff Winger (Joel McHale), un abogado que vuelve a la universidad porque el Colegio de Abogados invalida su título, y en las experiencias que tiene en la ficticia universidad comunitaria de Greendale, Colorado, junto al resto de estudiantes con los que se encuentra allí y con los que monta un grupo de estudio de español. Inicialmente crea el grupo buscando convencer a Britta Perry (Gillian Jacobs), una ex anarquista que trata de poner su vida en orden, de salir con él.
El resto de personajes secundarios y miembros del grupo de estudio son: Pierce Hawthorne (Chevy Chase), un magnate de edad mayor políticamente incorrecto y arrogante que ha estado casado siete veces; Abed Nadir (Danny Pudi), un estudiante musulmán de cine fanático de la cultura popular que tiene síndrome de Asperger; Shirley Bennett (Yvette Nicole Brown), una mujer cristiana evangélica recién divorciada y que va a la universidad por primera vez con el fin de abrir su propio negocio; Troy Barnes (Donald Glover), una ex estrella de fútbol de secundaria y con una grave crisis emocional; y la chica judía inteligente, primera de la clase, ex adicta al Adderall Annie Edison (Alison Brie). También suelen aparecer el desequilibrado profesor de español Señor Ben Chang (Ken Jeong), el profesor de psicología británico Ian Duncan (John Oliver) y el colorido decano Craig Pelton (Jim Rash), quien desesperadamente trata de que su pequeño colegio comunitario sea lo más parecido posible a una universidad 'real'.

## Temporadas
La serie empezó su transmisión el 17 de septiembre de 2009. El 5 de marzo de 2010, Community fue renovada por una segunda temporada. El 17 de marzo de 2011, NBC renueva Community para una tercera temporada, que fue estrenada el 22 de septiembre de 2011 y concluyó el 17 de mayo de 2012. Fue renovada luego para una cuarta temporada en mayo del 2012, la cual constó de 13 episodios. Por último, el 10 de mayo de 2013 fue renovada por su quinta temporada, también de 13 episodios. NBC decidió cancelar la serie en mayo de 2015, tras haber emitido la sexta temporada.

### Temporada 1
Jeff Winger es expulsado y suspendido de su bufete de abogados cuando se descubre que mintió acerca de poseer una licenciatura de la Universidad de Columbia. Para obtener un título legítimo, se matricula en Greendale Community College en Colorado. Rápidamente se siente atraído por su compañera de clase, la activista social Britta Perry, y finge dirigir un grupo de estudio para pasar tiempo con ella. Sin embargo, Britta invita a su compañero de clase Abed Nadir (que lucha con las interacciones sociales y está obsesionado con la cultura pop), quien a su vez trae a otros compañeros de clase: la madre divorciada altamente religiosa Shirley Bennett, la ingenua Annie Edison, la ex estrella de fútbol de la escuela secundaria Troy Barnes y el cínico millonario Pierce Hawthorne. A pesar de sus diferencias, los miembros del grupo pronto se convierten en amigos cercanos. A menudo son obligados a ayudar al extravagante decano de la universidad, Craig Pelton, en sus planes para hacer que la escuela parezca más respetable, así como a tener que lidiar con las travesuras de su maestro mentalmente inestable (y eventual compañero de clase) Ben Chang.

### Temporada 2
La temporada comienza con la reunión de los amigos en la sala de estudio. Hay cierta tensión entre Britta y Jeff por la declaración de 'amor' de Britta en público al final del año anterior, y entre Jeff y Annie, quienes decidieron mantener el beso que se dieron en secreto. El episodio termina con el grupo enterándose del beso entre Jeff y Annie, y el encuentro sexual entre Jeff y Britta.
La temporada sigue en curso, como en la primera temporada un tema recurrente del programa es el interés amoroso de Jeff, pero en esta temporada ese lugar lo ocupa Annie, quien ciertas veces deja entrever sus sentimientos por Jeff y viceversa.
Otra de las sorpresas de la temporada es el embarazo de Shirley, de quien no se sabe quién es el padre de su hijo, si Chang o su exmarido.

### Temporada 3
En esta temporada, Jeff está en terapia, Britta ha elegido su especialidad, Annie finalmente se muda de Dildopolis, Troy es presionado para unirse a una poderosa sociedad secreta, el control de Abed sobre la realidad se vuelve tenue, Shirley experimenta un cambio importante en su vida personal y profesional, y Pierce se ocupa de los problemas de su padre.

### Temporada 4
La temporada 4 muestra al grupo de estudio en su último año, con todos los personajes (especialmente Abed) luchando con lo que pueden ser sus últimos momentos juntos. 

### Temporada 5
La temporada 5 ve la muerte de Pierce y la partida de Troy, mientras que todos los otros personajes regresan a Greendale después de la graduación para salvar la escuela, lo que lleva a Jeff a trabajar allí como maestro.

### Temporada 6
La temporada 6 termina la serie con los personajes reflexionando sobre los últimos seis años, mientras que el nuevo miembro del personal Frankie Dart llega a la escuela disfuncional para hacerlo más respetable, obligando al grupo a cuestionar cuánto Greendale se puede limpiar sin dejar de ser Greendale.

## Personajes
Community contó originalmente con ocho personajes principales, Jeff Winger (Joel McHale), Britta Perry (Gillian Jacobs), Abed Nadir (Danny Pudi), Shirley Bennett (Yvette Nicole Brown), Annie Edison (Alison Brie), Troy Barnes (Donald Glover), Señor Ben Chang (Ken Jeong) y Pierce Hawthorne (Chevy Chase). A lo largo del tiempo, algunos de estos abandonaron la serie siendo sustituidos. La serie también cuenta con varios personajes recurrentes que son los compañeros del grupo y los profesores de Greendale.

## Producción

### Reparto
Dan Harmon, creador de la serie, hizo hincapié en la importancia de los actores para hacer funcionar la premisa de la comedia. Él había trabajado anteriormente con varios de los miembros del elenco (Joel McHale, John Oliver y Chevy Chase).
El actor Chevy Chase había sido durante mucho tiempo un favorito de Harmon. Aunque al principio no era muy aficionado a las comedias de televisión, Chase fue persuadido a aceptar el trabajo por la calidad de la escritura de la serie. Harmon vio similitudes entre Chase y el personaje que interpreta en la serie. A pesar de que Chase fue a menudo ridiculizado por sus elecciones de carrera, Harmon creyó que este papel podría ser "redentor" para el actor.
Joel McHale, conocido por haber conducido el talk show cómico The Soup, emitido por E!, también (como Chase) quedó impresionado por el escrito de Harmon. Mchale hizo un llamamiento a Harmon debido a su entrañable calidad, lo que permitió que el personaje posea ciertos rasgos antipáticos sin convertir al espectador en su contra.
Para el papel de Annie, Harmon quería a alguien que se asemejara a Tracy Flick, personaje interpretado por Reese Witherspoon en la película de 1999 Election. Originalmente, los productores estaban buscando una "Tracy Flick latina o asiática", pero no pudieron encontrar a alguien que se asemejara. En su lugar, Alison Brie, más conocida hasta entonces por su papel de Trudy Campbell en Mad Men, fue elegida para interpretar a Annie.

### Desarrollo
La serie se basó ligeramente en las experiencias de la vida real de Harmon. En un intento de salvar su relación con su novia de entonces, se inscribió en el Colegio Comunitario de Glendale, al noreste de Los Ángeles, donde podrían aprender español en conjunto. Harmon se involucró en un grupo de estudio y, en cierta medida contra sus propios instintos, tuvo una estrecha relación con el grupo de personas con las que había muy poco en común. "... Yo estaba en este grupo con estos cabezas de chorlito y empezó realmente a gustarme", explica, "a pesar de que ellos no tenían nada que ver con la industria del cine y no tenía nada que ganar con ellos y nada que ofrecerles".
Con esto como trasfondo, Harmon escribió el show con un personaje principal en gran parte basado en sí mismo. Él, como Jeff, había sido egocéntrico e individualista al extremo antes de comprender el valor de conectar con otras personas.
Sobre el proceso creativo detrás de la escritura, Harmon dijo que tenía que escribir el programa como si se tratara de una película, no una comedia. Esencialmente, el proceso no era diferente de los primeros trabajos que había hecho, a excepción de la envergadura del proyecto y el objetivo demográfico.

### Escritura
Cada episodio de la Comunidad está escrito de acuerdo con la plantilla de "círculos de historias" de Dan Harmon que desarrolló mientras estaba en el Canal 101. Harmon reescribió cada episodio del programa (excepto mientras no trabajaba en el programa durante su cuarta temporada), que ayudó a prestar el muestra su voz particular.El programa es bien conocido por su uso frecuente de episodios temáticos cada temporada, que utilizan clichés y tropos televisivos como conceptos de episodios únicos que juegan con la suspensión de la incredulidad mientras se mantiene la continuidad de la trama. Un ejemplo de un episodio temático notable es la "Remedial Chaos Theory" de la Temporada 3, donde el elenco explora siete realidades paralelas diferentes de la misma noche, con una variación clave que es la tirada de un dado de seis caras en un juego de Yahtzee que Jeff utiliza para despedir a un miembro del grupo para que vaya a buscar una pizza (la séptima variante es que no se permitió que el dado tirara). Los temas de episodios frecuentes son las vacaciones de año escolar (Halloween y Navidad son los más frecuentes), paintball y varias formas de animación. 

### Rodaje
El rodaje de la serie implicaba una gran cantidad de improvisación, particularmente de Chevy Chase. Sobre Chase, Harmon dijo que “tiende a venir con líneas que, a veces, pueden acabar en escenas ”. También mencionó a Joel McHale y Donald Glover, los actores que interpretan Jeff y Troy respectivamente, como improvisadores expertos. La serie utilizó la técnica de cámara única, donde cada toma se filma individualmente, utilizando la misma cámara.

### Temporada 4
El creador y productor ejecutivo de la serie Dan Harmon fue reemplazado como Showrunner para la serie en la cuarta temporada, ya que los escritores David Guarascio y Moses Port (cocreadores de Aliens in America de corta duración) asumieron el cargo de showrunners y productores ejecutivos. Sony Pictures Television, que produce la serie con Universal Television, inicialmente dijo que Harmon actuaría como productor de consultoría, pero Harmon afirmó que no estaba informado del acuerdo y que no regresaría en un puesto sin prerrogativas ejecutivas. El final de la tercera temporada también marcó varias otras salidas, incluidos los productores ejecutivos Neil Goldman y Garrett Donovan, el escritor / productor Chris McKenna y el actor / escritor Dino Stamatopoulos. Los directores de episodios frecuentes y los productores ejecutivos Anthony y Joe Russo también abandonaron el programa para dirigir Captain America: The Winter Soldier.
A principios de octubre de 2012, NBC retrasó el estreno de la cuarta temporada, que había sido programada para el 19 de octubre de 2012, sin anunciar una nueva fecha. El 30 de octubre de 2012, NBC anunció que la cuarta temporada se estrenaría el 7 de febrero de 2013, volviendo a su horario original de jueves a las 8:00 p. m..
El 21 de noviembre de 2012, se anunció que Chevy Chase dejó el programa por mutuo acuerdo entre el actor y la red. Como resultado del tiempo y el acuerdo alcanzado, el personaje de Chase, Pierce, está ausente por dos episodios: no apareció en el décimo episodio (producido como noveno), "Introducción a los nudos", y el duodécimo episodio, "Orígenes heroicos". También apareció en un papel de solo voz en el episodio "Intro to Felt Surrogacy", que fue el episodio final producido para la temporada, y como parte de su acuerdo para abandonar el programa, Chase tuvo que grabar todo el audio para las escenas. donde su personaje, junto con los otros personajes, apareció como una marioneta. El final de la temporada, que se filmó fuera de secuencia, ya que era el undécimo episodio producido, marcó la aparición final en pantalla de Chase como miembro del reparto habitual. Chase aparecería en un cameo en el estreno de la temporada 5.

### Temporada 5
El 10 de mayo de 2013, la serie se renovó por quinta temporada. El 1 de junio de 2013, Dan Harmon anunció que regresaría como showrunner para la quinta temporada, reemplazando a los showrunners de la cuarta temporada Moses Port y David Guarascio, con el ex escritor Chris McKenna regresando como productor ejecutivo. El 10 de junio, Sony Television confirmó oficialmente el regreso de Harmon y McKenna para la quinta temporada. Dino Stamatopoulos, Rob Schrab y los Hermanos Russo también regresaron.
Sin embargo, el miembro del reparto Donald Glover decidió no regresar como miembro del reparto a tiempo completo para la quinta temporada, solo apareciendo en los primeros cinco de los trece episodios. Para compensar la ausencia de Glover y Chase, Jonathan Banks fue elegido para la quinta temporada en agosto de 2013 y apareció en 11 de los 13 episodios de la temporada, interpretando a Buzz Hickey, un profesor de criminología. Además, John Oliver, quien interpretó al profesor Duncan durante las dos primeras temporadas, repitió su papel en la temporada 5 por múltiples episodios.
El 9 de mayo de 2014, NBC anunció que había cancelado Community. Durante varios años antes de su cancelación, los fanáticos adoptaron el lema "seis temporadas y una película", una línea del episodio "Paradigmas de la memoria humana" con respecto al legado esperanzador de Abed de la serie de corta duración The Cape de NBC. Las ofertas para continuar la serie fueron rechazadas por proveedores de transmisión populares como Netflix y Hulu.

### Temporada 6
El 30 de junio, el día en que expirarían los contratos del elenco, Yahoo! anunció que había ordenado la transmisión de una sexta temporada de 13 episodios en Yahoo! Screen, incluido el elenco principal junto con los productores ejecutivos Dan Harmon, Chris McKenna, Russ Krasnoff y Gary Foster. Harmon dijo: "Estoy muy contento de que Community regrese para su sexta temporada predestinada en Yahoo ... Espero poder llevar nuestra querida comedia de NBC a un público más amplio al ponerla en línea". Sin embargo, Yvette Nicole Brown abandonó para cuidar a su padre enfermo, aunque hizo apariciones especiales en "Ladders" y "Consecuencias emocionales de la televisión abierta". Paget Brewsterr fue elegida como la consultora Francesca "Frankie" Dart y Keith David fue elegido como el inventor Elroy Patashnik. El rodaje comenzó para la sexta temporada el 17 de noviembre de 2014, y el 8 de diciembre de 2014, la serie celebró el hito de 100 episodios. La filmación finalizó el 27 de marzo de 2015.

En una entrevista del 3 de junio de 2015 con TV Insider, Dan Harmon explicó por qué la sexta temporada probablemente sería la última de la serie:
Hemos explotado en estas metralla exitosa. El Dr. Ken ahora es el Dr. Ken. Alison probablemente haya puesto sus ojos en las películas. Gillian está trabajando en un programa de Netflix. Si existiera alguna forma mágica de garantizar que todos pudieran regresar de una vez, hagámoslo. Pero sería mucho más fácil armar un proyecto de película y tenerlos a todos a punto que decir: "¡Vamos a darle una temporada más!"
A pesar del mantra del programa "seis temporadas y una película", Yahoo nunca comercializó formalmente la sexta temporada como su última temporada. El 30 de julio de 2015, Joel McHale declaró que Yahoo! "quería hacer más temporadas de community, pero todos los contratos de los actores terminaron después de seis años". McHale luego aclaró su declaración a través de Twitter, diciendo que "Community no se cancela". Yahoo emitió un comunicado: "Hemos visto un gran valor en nuestra asociación con Sony y seguimos discutiendo oportunidades futuras para Community". Harmon dijo que "podría haber dicho que sí inmediatamente" a la séptima temporada, pero que "dada la velocidad y trayectoria de los actores" decidió a favor de "reunir al elenco para una película increíble". El 4 de enero de 2016, Yahoo anunció que había cerrado su servicio Yahoo Screen, después de una reducción de $ 42 millones, y su programación original se trasladó a Yahoo TV para su visualización pública continua.

### Película
En una entrevista de junio de 2014 con The Hollywood Reporter, Zack Van Amburg de Sony Pictures Television confirmó que una película de la Comunidad estaba en las primeras etapas de desarrollo. Cuando se le preguntó si Sony tenía planes más allá de la sexta temporada, Amburg dijo:
¡No hay forma de que no estemos haciendo la película ahora! Creo que una vez que hagamos la película, miremos y decidamos cuánto más Comunidad quiere el mundo. Mentiría si te dijera que no hemos tenido conversaciones muy tempranas y preliminares que sean muy emocionantes sobre lo que podría ser una película potencial y quién podría dirigirla.
Un año más tarde, después de la sexta temporada terminada, Dan Harmon comentó que no estaba listo para producir una película al final de la temporada:
Le dije a Yahoo: "No puedo pensar en escribir una película hasta que extraño a Community" ... Querían darse la vuelta y hacer una película de inmediato, y Yahoo puede hacerlo. Son como la NSA.
En julio de 2016, durante una entrevista con Larry King Now, Harmon aseguró que una película  "sucederá", mientras expresa incertidumbre sobre cómo comenzar su producción. En julio de 2017, en una entrevista con Time, Harmon declaró sobre una película de la Comunidad: "Recientemente tuve una conversación con un director que es el tipo de persona cuyo peso en la industria podría hacer que eso suceda. Por primera vez en mucho tiempo, Realmente estoy pensando en eso otra vez ". En noviembre de 2017, Harmon le dijo a The Wrap que tanto él como Justin Lin están trabajando para que la película suceda.
En enero de 2018, el coprotagonista de la serie, Danny Pudi, declaró que el elenco todavía estaba entusiasmado con la posibilidad de una película, y dijo: "Tenemos una pequeña cadena de texto, por lo que siempre estamos como, '¡Estamos listos! ¡listo! '"El 23 de marzo de 2018, Joel McHale mencionó que todavía tenía esperanzas sobre la película, y señaló que sentía que traer de vuelta al excompañero de reparto Donald Glover sería vital para que la película fuera un éxito, aunque no estaba seguro de si esto ser factible McHale explicó: "Sería genial hacerlo, lo haría en un minuto de Nueva York".
Cuando se le preguntó en una entrevista en junio de 2019 sobre hacer una película de Community, Alison Brie dijo: "Sí, creo que lo haría". Más tarde agregó: "Quiero decir, mira, ¿vamos a hacer la película? Siento que si alguna vez se hace la película de la Community, debería estar hecha para Netflix, y sería divertido hacerlo, pero, Creo que sería mejor si pudiéramos lograr que todos lo hicieran, así que creo que eso podría ser difícil ". En un hilo de Reddit "Ask Me Anything" de febrero de 2020, Brie declaró que "realmente recibió una llamada interesante al respecto esta semana" cuando le preguntaron sobre una película de Community y dijo que "manténgase al tanto". En abril de 2020, durante una entrevista con Collider, se le preguntó a Joe Russo si él y su hermano Anthony regresarían para hacer la película. Él dijo: "Ciertamente estaríamos dispuestos a hacerlo. Amamos a nuestra familia de Community. Ese elenco, todavía estamos muy cerca de todos ellos. Depende de nuestro horario. Pero creo que habrá ser una película comunitaria, especialmente ahora que está funcionando bien en streaming. Alguien como Netflix podría intensificar y hacer la película ". Los rumores reaparecieron el mes siguiente, cuando el elenco original (excluyendo a Chevy Chase e incluyendo a Donald Glover) y Harmon anunciaron que se reunirían a través de un video en vivo para un beneficio para recaudar dinero para la Pandemia por coronavirus de 2020 con una tabla en la que se lee "Cooperative Polygraphy".

## Episodios
La primera temporada empezó el 17 de septiembre de 2009 y terminó el 20 de mayo de 2010. En octubre de 2009 se anunció que la serie contaría con una temporada completa de 22 episodios y en enero de 2010 la NBC pidió otros tres episodios adicionales, por lo que la primera temporada tiene un total de 25 episodios.
El 5 de marzo de 2010, la NBC anunció que Community era renovada para una segunda temporada. El 23 de septiembre de 2010 comenzó la segunda temporada.
La tercera temporada comenzó el 22 de septiembre de 2011, finalizando el 17 de mayo de 2012. Mientras que la cuarta temporada comenzó a emitirse al año siguiente, el 7 de febrero de 2013, con su último episodio saliendo al aire el 9 de mayo del mismo año.
Por su parte, la quinta temporada se lanzó el 2 de enero de 2014 y finalizó el 17 de abril de ese año.
La sexta temporada, ya emitida por Yahoo! Screen comenzó el 17 de marzo de 2015 y tuvo su episodio final el 2 de junio de 2015.

## Recepción

### Recepción de la crítica
La primera temporada del programa recibió críticas en su mayoría positivas, con 69 de 100 sobre la base de 23 críticas de Metacritic. La temporada 1 obtuvo un 90% en el sitio web de agregadores de reseñas Rotten Tomatoes, con la lectura de consenso crítico del sitio: "Sarcástica y rápida con una corriente subterránea sorprendentemente tierna y un reparto atractivo, Community es una de las mejores nuevas comedias de la temporada". David Bushman (Curador, Televisión) del Centro de Medios de Paley calificó a Community como el mejor programa nuevo de la temporada de otoño. Jonah Krakow de IGN le dio a la primera temporada un 8.5 diciendo que "la comunidad eventualmente aumentó y entregó algunas historias increíbles en la segunda mitad de la temporada".
La segunda temporada recibió una gran aclamación de la crítica, obteniendo 86 de 100 basándose en 4 críticas en Metacritic. Rotten Tomatoes le dio a la temporada un 100%, con un consenso crítico que dice: "La comunidad se despliega en una maravilla de la locura en su segunda temporada, deconstruyendo artísticamente los tropos de comedia mientras repetidamente saca sus propios ritmos emocionales del parque". Emily Nussbaum de New York Magazine y Heather Havrilesky de Salon.com calificaron a Community como el mejor espectáculo de 2010. En The AV La lista del Club de las 25 mejores series de televisión de 2010, Community ocupó el segundo lugar, indicando que los mejores episodios fueron "Modern Warfare", "Cooperative Calligraphy" y "Abed's Uncontrollable Christmas". IGN nombró a Community la mejor serie de comedia en 2010 y 2011.
La aclamación por el espectáculo continuó en la tercera temporada, obteniendo 82 de 100 basándose en 4 críticos en Metacritic. También encabezó la Encuesta de Usuarios Metacríticos en la categoría 'Mejor Programa de Televisión de 2011', recibiendo 3,478 puntos. Rotten Tomatoes le dio a la temporada 3 un 91% con un consenso crítico que dice: "El grupo de estudio de Greendale toma algunos de sus cambios más audaces, aunque no todos se conectan, en esta tercera temporada que, sin embargo, continúa la racha de  Community como el estándar de oro para la televisión diabólicamente inteligente ". Comumunity fue ubicada en varias listas de críticos de televisión; incluyendo el segundo lugar por Paste, quinto por HitFixb y The Huffington Post, primero por Hulu y tercero en Top 100 Everything de 2011 de TV.com.
En 2012, Entertainment Weekly incluyó el programa en el puesto n. ° 15 en los "25 mejores programas de televisión de culto de los últimos 25 años", con grandes elogios: "La afinidad de la serie por las historias ambiciosas y de alto concepto (por ejemplo, pocos programas están dispuestos a entregar un episodio completo a animación stop-motion), el Metahumor y las alusiones constantes a la cultura pop lo han ayudado a ganar el tipo de fanático ferviente que debe envidiar a algunos de sus competidores cómicos mejor calificados ". Una encuesta de usuarios en Splitsider nombró a "Remedial Chaos Theory" como el mejor episodio de comedia de situación de todos los tiempos, superando al episodio de Los Simpson Marge vs. the Monorail.
Las revisiones para la cuarta temporada fueron generalmente positivas, pero menos entusiastas que la recepción de las primeras tres temporadas. Obtuvo 69 de 100 sobre la base de 19 críticos en Metacritic. La calificación de la temporada 4 en Rotten Tomatoes es del 65%, y el consenso crítico dice: "A pesar de algún drama detrás de escena, la cuarta temporada de Community logra retener el juego energía, humor potente e historias extravagantes por las que el programa es famoso ".Verne Gay de Newsday afirmó que el programa  "todavía es desafiante, todavía es bueno y todavía no le interesaba agregar nuevos espectadores ". Por otro lado, Alan Sepinwall de Hitfix escribió:" Se siente como si Port, Guarascio y los otros escritores decidieron aplicar ingeniería inversa a la versión Harmon de Community, pero no pudieron lograrlo sin el ingrediente faltante del propio Harmon ". Mike Hale de The New York Times ha declarado que la serie "ha sido apagada, su humor ha ampliado el reconocimiento pasado, y los dos episodios previstos para revisión ... tienen menos risas entre ellos que una sola buena escena de la vieja Community".
La quinta temporada recibió elogios de la crítica, con un puntaje de 80 sobre 100 basándose en 15 revisiones en Metacritic. Rotten Tomatoes le dio a la temporada un 93%, con la lectura de consenso crítico: "Con Dan Harmon de vuelta como su showrunner, Community regresa con una nueva energía familiar y aventuras más divertidas y emocionantes para la pandilla de Greendale". Muchos críticos mencionaron el regreso de El creador de la serie Dan Harmon como una fuerza. Verne Gay, de Newsday, dijo sobre la temporada que fue "un reinicio de Community tan bueno como cualquiera podría haber esperado".
La sexta temporada continuó recibiendo críticas positivas, con un puntaje de 78 sobre 100 basado en 12 revisiones en Metacritic, y una calificación de aprobación del 89% en Rotten Tomatoes, con el consenso de que, "a pesar de los cambios en el reparto y la transmisión, Community logra permanecer en la cima de su peculiar clase ". Amy Amatangelo de The Hollywood Reporter escribió: "Todo lo que los fanáticos adoraron de Community sigue siendo que el programa se ha transferido sin problemas a un lugar en línea". Robert Lloyd, del Los Angeles Times, consideró "algo especial" acerca de la temporada y comentó que "vive consciente de su propia construcción de una manera existencial pero también dramáticamente significativa". Mike Hale, del New York Times, sintió a Harmon responsable "de convertir el capricho contracultural en una comedia afectuosa y acelerada" en la temporada. James Poniewozik deTime sintió el mismo espectáculo en humor y calidad, aunque notó un "sentido de misión ausente con respecto a los personajes. Tal vez sea suficiente para que Community, libre de las presiones de clasificación de NBC, viva su segunda vida libre para ser extraño y juguetón y experimental ".
Desde su episodio final, Community ha aparecido en varias listas que determinan los mejores programas de televisión de todos los tiempos. En TV (El libro): Dos expertos eligen los mejores espectáculos estadounidenses de todos los tiempos, los críticos Alan Sepinwall y Matt Zoller Seitz clasificaron a Community 54 en su lista de los 100 mejores combinados, colocándolos en la sección titulada "Innovadoras y caballos de batalla". En 2017, IGN lo colocó en el puesto 51 en su ranking de los 100 mejores programas de televisión, con el escritor Jonathon Dornbush describiéndolo "como una meta carta de amor a las películas y programas que lo inspiraron a él y a su creador, Dan Harmon".

### Premios y nominaciones
La serie recibió una nominación en la categoría "Nueva Comedia de TV Favorita" en la 36.ª edición de People's Choice Awards. En la edición 41.ª de NAACP Image Awards, Justin Lin fue nominado como Mejor director en una serie de comedia por "Introduction to Statistics". En los Teen Choice Awards 2010, la serie fue nominada como Programa revelación y Ken Jeong como Mejor actor en programa de comedia. En la 3rd Ewwy Awards de Entertainment Weekly fue nominada como Mejor serie de comedia, Joel McHale fue nominado para Mejor actor en una comedia y Danny Pudi fue nominado como Mejor actor de soporte en una comedia. Betty White recibió una nominación como Estrella invitada de TV favorita en los 37th People's Choice Awards. La serie recibió una nominación por Mejor dirección en The Comedy Awards. El episodio "Modern Warfare" ganó el Gold Derby TV Award 2010 como Mejor episodio de comedia del año. En la 1st Critics' Choice Television Awards fue nominada como Mejor serie de comedia, mientras que Joel McHale y Danny Pudi fueron nominados como Mejor actor y Mejor actor de soporte, respectivamente. El episodio "Abed's Uncontrollable Christmas" ganó el Emmy Award 2011 en la categoría Logro personal en animación.

### Índices de audiencia
Su estreno fue visto por más de 7 millones de televidentes y la audiencia de personas entre 18 y 49 años tuvo un rating de 3.7. El programa hereda el 93% de la audiencia de The Office, una de las series estrella de la NBC y que le precede en la emisión.

### Reacción al paréntesis de mitad de temporada
Community estuvo ausente en la programación 2011-2012 de mitad de temporada de NBC, siendo reemplazado por el regreso de 30 Rock. Los seguidores de la serie empezaron una campaña para regresar la serie al aire usando Twitter, Tumblr, y Facebook, convirtiendo hashtags como #SaveCommunity, #SixSeasonsAndAMovie y #OccupyNBC en temas del momento. NBC respondió a la reacción anunciando que la cadena todavía planeaba filmar y estrenar el resto de los 22 episodios planeados luego de que terminara el paréntesis, y que el destino de la serie se determinaría luego de estrenar los episodios restantes.
El 7 de diciembre de 2011, CollegeHumor publicó un vídeo titulado "Save Greendale (with the cast of Community)" usando al elenco de Community en sus papeles para promocionar la serie y la escuela en un vídeo estilo PSA. El 22 de diciembre de 2011, los seguidores de la serie organizaron un flash mob enfrente a las oficinas centrales de NBC en el Rockefeller Center, en la ciudad de Nueva York para ocupar NBC. El flash mob estaba vestido con ropa navideña y usaba perillas de "la línea de tiempo más oscura" (en referencia al episodio "Remedial Chaos Theory") mientras cantaba "O' Christmas Troy" del episodio de la primera temporada "Comparative Religion" y vitoreaba "Go Greendale, Go Greendale, Go!". El 6 de enero de 2012, el presidente de entretenimiento de NBC Robert Greenblatt anunció que Community no había sido cancelado, aunque no mencionó una fecha de retorno.
El 21 de febrero de 2012, el creador de la serie Dan Harmon anunció por Twitter que la tercera temporada se renaudaría el 15 de marzo de 2012, en su horario regular los jueves a las 8:00 p. m..

## Semiótica yCommunity
Si bien las comedias de situación suelen estar subrepresentadas en el estudio académico de la televisión, Community es una excepción. Más específicamente, los críticos de televisión y los académicos a menudo hacen referencia a Community cuando hablan sobre semiótica, el estudio de los signos, en televisión y cine. La televisión en sí no transmite significado, sino que los espectadores construyen significado basado en signos y referencias reconocibles, por lo que un programa complejo como Community es rico en análisis semióticos potenciales.
Algunos críticos incluso han afirmado que el programa en sí es sobre semiótica. Mordicai Knode de Tor.com sugiere que el espectáculo es "sobre los tropos de cada género, se trata del lenguaje cinematográfico y la cultura compartida que todos aportamos poco a poco cuando nos sentamos como público".
Dan Harmon llena cada episodio con signos y referencias para que la audiencia deconstruya y construya su propio significado, incluso llegando a romper la cuarta pared para guiar a los espectadores y guiñar un ojo a la complejidad del espectáculo. Los fanáticos de la serie requieren un "cierto nivel de habilidades retóricas e interpretativas" para captar estas capas semióticas de la serie:

"El conocimiento más importante que un espectador aporta a la visualización de Community es el reconocimiento subconsciente de indicadores para otros sistemas formales (es decir, otros géneros o textos específicos) con la ayuda de hipótesis y gráficos subconscientes que se basan en experiencias previas con trabajos similares".
Mordicai Knode

## Emisiones internacionales
| País                                 | Canal o Plataforma de Streaming               | Estreno                  |
| ------------------------------------ | --------------------------------------------- | ------------------------ |
| Alemania                             | ProSieben, ProSieben Fun, Comedy Central      | 28 de abril de 2012      |
| Argentina Colombia México            | Sony Entertainment Television, Comedy Central | 11 de febrero de 2010    |
| Australia                            | GO!, SBS Two, TV1                             | 23 de marzo de 2010      |
| Brasil                               | Sony Entertainment Television                 | 4 de febrero de 2010     |
| Canadá                               | City, The Comedy Network                      | 17 de septiembre de 2009 |
| Croacia                              | Nova TV, Doma TV                              | 3 de marzo de 2012       |
| Eslovaquia                           | TV Fooor                                      | 26 de febrero de 2013    |
| España                               | Sony Entertainment Television, AXN White      | 5 de noviembre de 2010   |
| Francia                              | Numéro 23                                     | 13 de diciembre de 2012  |
| Hong Kong Indonesia Tailandia Taiwán | Fox                                           |                          |
| Hungría                              | PRO4                                          | 9 de enero de 2011       |
| India                                | FX                                            | 2013                     |
| Israel                               | Hot 3                                         |                          |
| Italia                               | Comedy Central, Italia 1, Italia 2            | 13 de abril de 2010      |
| Nueva Zelanda                        | Four                                          | 7 de febrero de 2011     |
| Países Bajos                         | Comedy Central                                | 7 de febrero de 2011     |
| Portugal                             | Sony Entertainment Television, AXN White      | 4 de junio de 2010       |
| Polonia                              | Fox, Comedy Central                           | 29 de agosto de 2011     |
| Reino Unido                          | Viva, Sony Entertainment Television           | 5 de octubre de 2010     |
| República Checa                      | TV Smíchov                                    | 23 de diciembre de 2013  |
| República Dominicana                 | Color Visión                                  | 2020                     |
| Serbia                               | Pink 2                                        |                          |
| Sudáfrica                            | Vuzu, M-Net Series                            | 7 de abril de 2010       |
| Suecia                               | TV6                                           |                          |
| Turquía                              | FX                                            | octubre de 2010          |